# Estación de Tolbiac
Maison Blanche es una estación de la línea 7 del metro de París situada en el XIII Distrito, al sur de la capital. 

## Historia
La estación se abrió el público el 7 de marzo de 1930 como parte de la línea 10. En 1931, el tramo en el que se encuentra se adjudicó a la línea 7.  
Debe su nombre a la batalla de Tolbiac celebrada en el año 496.

## Descripción
Se compone de dos andenes laterales de 105 metros de longitud y de dos vías.
Está diseñada en bóveda elíptica revestida completamente de los clásicos azulejos blancos biselados del metro parisino, con la única excepción del zócalo que es de color marrón. Los paneles publicitarios emplean un fino marco dorado con adornos en la parte superior.
Su iluminación ha sido renovada empleando el modelo vagues (olas) con estructuras casi adheridas a la bóveda que sobrevuelan ambos andenes proyectando la luz en varias direcciones.
La señalización por su parte usa la tipografía CMP donde el nombre de la estación aparece sobre un fondo de azulejos azules en letras blancas. Por último, los asientos de la estación son rojos, individualizados y de tipo Motte.

## Accesos
La estación dispone de cuatro accesos todos ellos situados a lo largo de la avenida de Italia.